# Odkalovací ventil
Odkalovací ventil slouží k vypouštění vysrážených nerostných látek z parního kotle.
Odkalovací ventily jsou nezbytnou součástí kotlů s otevřeným oběhem vody. To je takový oběh, při němž se spotřebovaná pára nevrací po kondenzaci zpět do kotle, ale je doplňována voda z vnějšího zdroje. Typickým příkladem je lokomotivní parní kotel.
Voda, která se obvykle dodává do parního kotle, obsahuje určité množství minerálů. Při vývinu páry zůstávají tyto látky v kotli, a doplňováním vody se jejich koncentrace zvyšuje. Po čase se začnou tyto látky vylučovat ve formě vodního kamene nebo kalu. Pokud by převažoval vývin vodního kamene, je možné upravit chemické složení vody přidáním chemikálií tak, aby vznikal spíše kal.
Na spodku kotle, kde se kal shromažďuje, jsou proto umístěny ventily, kterými lze vodu s kalem z kotle vypouštět. Kužel a sedlo odkalovacího ventilu musí být upraveny tak, aby úlomky vodního kamene nemohly uváznout v jeho těsnicí ploše a aby bylo možné vodní kámen odstraňovat za chodu kotle. Podle Josefa Kochmana je zároveň nutné odkalovací ventil připojit bezprostředně ke kotli. Je-li ventil s kotlem propojen kolenem, nesmí být zazděné ani umístěné v tahu kouřových plynů, jinak hrozí zasychání kalu.